# Cchaj Che-sen
Cchaj Che-sen (čínsky pchin-jinem Cài Hésēn, znaky 蔡和森; 30. března 1895 – 4. srpna 1931) byl čínský komunistický revolucionář, jeden z prvních předních představitelů Komunistické strany Číny, člen jejího politbyra. Narodil se v Šanghaji, ale vyrůstal v okrese Šuang-feng v provincii Chu-nan. S Mao Ce-tungem organizoval Novou lidovou studijní společnost v Čchang-ša. V roce 1919 odjel do Francie v rámci programu studia a práce, jeho dopisy byly důležité pro přesvědčení Maa o bolševickém revolučním přístupu. Po návratu do Číny byl důležitým vůdcem a organizátorem mladé Komunistické strany Číny, strávil několik let v Moskvě a v roce 1931 se opět vrátil do Číny. Při organizování revoluční činnosti v Hongkongu byl zatčen a předán kantonským úřadům, které ho v srpnu 1931 nechaly zastřelit.

## Život
Cchaj Che-sen se narodil roku 1895 v Šanghaji jako páté ze šesti dětí. Rod Cchaj žil v okrese Šuang-feng v centrálním Chu-nanu, otci Cchaj Che-sena se po převzetí rodinného obchodu s chilli omáčkou příliš nedařilo a místo toho získal práci v Ťiangnanském arzenálu v Šanghaji. Cchaj Che-senova matka na jaře 1899 opustila svého manžela, zřejmě rozzlobená tím, že si vzal další manželku. Vrátila do Chu-nanu, přečemž s sebou vzala dvě nejmladší děti, Che-sena a jeho mladší sestru Cchaj Čang. Odmítla žít se svým manželem, když se i on vrátil do Chu-nanu. Rodina měla málo peněz, Che-sena na tři roky k vyučení vzal spřízněný obchodník s chilly omáčkou, poté Cchaj Che-senova matka prodala svůj osobní majetek, aby mohl navštěvovat vesnickou školu (od šestnácti let, mnohem starší než ostatní žáci). Od roku 1913 studoval na Chunanské první normální škole v Čchang-ša. Se svým spolužákem Mao Ce-tungem se zapojil do studentského hnutí. V červnu 1917 školu absolvoval.
V dubnu 1918 Cchaj, Mao a desítka dalších mladíků zorganizovali v Čchang-ša Novou lidovou studijní společnost (Sin-min sü-chuej). O přátelích Cchaj-Che-senovi a Mao Ce-tungovi se říkalo, že „Che-sen je teoretik a Mao realista“. Účastnil se hnutí 4. května. V roce 1919 odcestoval do Francie v rámci programu pracovního studia (studia na francouzských školách přičemž studenti se živili prací v továrnách), odjel s matkou a mladší sestrou. Na lodi se sblížil se Siang Ťing-jü a při diskuzích o politických problémech a teoriích se zamilovali a v květnu 1920 v Paříži vzali. V Paříži Cchaj organizoval Pracovní a studijní družstvo (Kung-süe chu-ču še) a propagoval marxismus. Udržoval kontakt s čínskými přáteli i Maem, tehdy žijícím v Pekingu, s Maem se vzájemně se utvrzovali ve svých prokomunistických názorech. Usiloval o založení komunistické strany v Číně.
Po založení Komunistické strany Číny Cchaj zakládal její pobočku ve Francii. V druhé polovině roku 1921 byl zatčen francouzskou policií za organizování protestů proti vedení programu programu pracovního studia ohledně přijímání na Čínsko-francouzský institut na Lyonské univerzitě a brzy poté byl deportován. S manželkou se vrátil do Číny, aby pracovali v ústředí komunistické strany. Založil první noviny vedení komunistické strany, Průvodce (Siang tao), zasedal ve vedení komunistické strany, podílel se na organizaci hnutí 30. května. Na II. sjezdu v červenci 1922 byl zvolen členem ústředního výkonného výboru (o pěti členech a třech kandidátech) pověřeným řízením stranické propagandy a agitace, na III. sjezdu v červnu 1923 i IV. sjezdu v lednu 1925 byl zvolen jedním z devíti (resp. desíti) členů ústředního výkonného výboru i do užšího pětičlenného ústředního byra. Členem ústředního výboru byl zvolen i na V. sjezdu v dubnu–květnu 1927 (ÚV měl už 31 členů a 14 kandidátů) a VI. sjezdu v červnu–červenci 1928 (ÚV měl už 23 členů a 13 kandidátů). Po V. sjezdu se stal členem politbyra a jeho stálého výboru (vedl oddělení propagandy ústředního výboru), v novém prozatímním politbyru sestaveném v srpnu 1927 už nebyl přítomen. Na VI. sjezdu se do vedení strany vrátil (člen politbyra a jeho stálého výboru) opět s odpovědností za propagandu, ale už v listopadu 1928 byl z politbyra odvolán kvůli nesouhlasu s posunem vedení strany doleva (ovlivněném Li Li-sanem a dalšími, Li Li-san po něm přebral vedení ideologické práce a propagandy).
Od roku 1925 zastupoval KS Číny u Kominterny v Moskvě. Během pobytu v Moskvě se definitivně rozpadlo jeho manželství se Siang (která předtím odešla od manžela k Pcheng Šu-č’ovi, také členovi politbyra komunistické strany). Do Číny se vrátil roku 1927, ale koncem roku 1928 odjel znovu do Moskvy, kvůli léčení nemoci. Od roku 1929 opět zastupoval KS Číny v Kominterně.
Počátkem roku 1931 se vrátil do Šanghaje, poté odjel do Hongkongu, aby odtud řídil stranickou práci v provincii Kuang-tung (po vlně zatýkání se provinční výbor strany stáhl na britské území). V Hongkongu byl zatčen britskou policií (za spolupráce bývalého člena vedení strany Ku Šun-čanga, který po svém zatčení v dubnu 1931 zradil své soudruhy a spolupracoval s kuomintangskou policií) a vydán čínským nacionalistickým úřadům v Kantonu. Byl mučen a zastřelen v srpnu 1931. Už v březnu 1928 byla na území francouzské koncese ve Wu-chanu zatčena jeho bývalá manželka Siang Ťing-jü. Francouzští úředníci ji v dubnu 1928 předali kuomintangským úřadům a 1. května téhož roku byla Siang Ťing-jü popravena kuomintangskou policií.
Měl dvě děti s Siang Ťing-jü a další dvě s druhou manželkou Li I-čchun. 